# Akcja V
Akcja V – polski miniserial telewizyjny z cyklu Teatru Sensacji „Kobra” z 1973 w reż. Andrzeja Zakrzewskiego i Anny Minkiewicz. Scenariusz serialu powstał na motywach książki Michała Wojewódzkiego pt. Akcja V-1, V-2.

## Fabuła
Podczas II wojny światowej polski wywiad wpada na trop nowej, tajnej broni produkowanej przez Niemców w celu zaatakowania wysp brytyjskich. Broń ta, oparta na technologii produkcji pocisków rakietowych, jest dla wywiadu brytyjskiego czymś zupełnie nowym, rzeczą kompletnie nieznaną. Dzięki współpracy z polskim wywiadem, Brytyjczycy poznają tajemnicę broni "V". 

## Odcinki
- 1. W połowie drogi
- 2. U progu tajemnicy
- 3. 600 wron nad Peenemuūnde
- 4. Specjalne wigilijne danie
- 5. Pilna przesyłka do Londynu
- 6. Trzeci most

## Obsada aktorska
- Jan Englert – porucznik Stanisław Jończyk
- Leszek Herdegen – pułkownik Max Dachter
- Wiktor Grotowicz – generał von Wachsheim
- Maciej Maciejewski – generał Lust
- Krzysztof Chamiec – major Wolfgang Schröder
- Ignacy Machowski – pułkownik angielski
- Igor Śmiałowski – polski major
- Teofila Koronkiewicz – panna Brucks, gospodyni Glorii
- Barbara Wrzesińska – Gloria, narzeczona Jończyka
- Mieczysław Milecki – Springer
- Jan Machulski – "Kołodziej"
- Józef Nowak – "Borowik"
- Zygmunt Maciejewski – Niemiec w trafice
- Bogdan Baer – Heinrich Schikora

i in.

## Źródła
- Akcja V w Teatrze Sensacji. [w:] Encyklopedia Teatru Polskiego [on-line]. [dostęp 2023-04-01]. (pol.).